# Chelsea Tower
La Chelsea Tower è un grattacielo situato lungo la Sheikh Zayed Road a Dubai. 
L'edificio, la cui costruzione è incominciata nel 2002 e terminata nel 2005, raggiunge l'altezza di 250 metri e conta 49 piani.